# Auria
Auria, také známá jako Oria, byla jednou z prvních královen Pamplony. Je známá z jediného historického zdroje, Códice de Roda, který uvádí pouze její jméno, nikoli její původ. Historik a profesor Antonio Rei předložil hypotézu, že mohla být vnučkou Músy ibn Músa ar-Qasawi. Genealog Christian Settipani navrhl tuto a dvě další alternativy, když se zabýval jejím možným původem.

## Manželství a potomstvo
Provdala se za krále Fortúna Garcése z Pamplony, který zemřel v roce 922.
Toto jsou děti Aurie a Fortúna:
- Íñigo Fortúnez[3]
- Aznar Fortúnez[3]
- Velasco Fortúnez[3]
- Lope Fortúnez[3]
- Onneca Fortúnez[3]